# Jimmy Butler
Jimmy Butler (* 14. září 1989, Houston, USA) je profesionální americký basketbalista, hráč týmu NBA Golden State Warriors. V roce 2015 byl oceněn jako hráč s nejlepším zlepšením v NBA.

## Život
Butler má za sebou rozervané dětství – otec rodinu opustil, když byl ještě velmi malý, ve 13 letech ho matka vyhodila z domu. Pohyboval se pak mezi domovy různých kamarádů. Matka jednoho z nich se ho pak ujala a vychovávala ho pro život i kariéru profesionálního basketbalisty. V roce 2011 ho draftoval tým Chicago Bulls.

## Kariéra
- od 2011 – Chicago Bulls
- od 2017 – Minnesota Timberwolves
- od 2018 – Philadelphia 76ers
- od 2019 – Miami Heat
- od 2025 – Golden State Warriors